# Küçüküngüt
Küçüküngüt (kurdisch Ungutmilyanli) ist ein kleines Dorf im Südosten der Türkei, im Landkreis Çağlayancerit der Provinz Kahramanmaraş, etwa 100 km nördlich der syrischen Grenze.

## Geographie
Küçüküngüt befindet sich etwa 80 km östlich von Kahramanmaraş. Klimatisch herrschen hier extreme Bedingungen mit sehr kalten Winter- und sehr heißen Sommermonaten.
Die erste Schule wurde etwa in den 1960er Jahren errichtet. Unmittelbar unterhalb des Dorfes entspringt eine Kaltwasserquelle, die das ganze Jahr über Wasser führt und deren Wassertemperatur unabhängig von der Jahreszeit unter 10 °C liegen dürfte. Diese Quelle war wahrscheinlich der Grund, weshalb die Gründer des Dorfes, auf der Wanderschaft zwischen den angenehm kalten Hochgebirgen im Norden des Dorfes in den heißen Sommermonaten und der milderen Flachlandschaft in den Wintermonaten, sich hier niederließen. Die Wasserquelle trägt den Namen Küçüküngüt, hinterlässt einen grünen Streifen unterhalb des Dorfes in der Länge von etwa 15–20 km ähnlich einem Bach. Seitlich davon entsteht eine grüne Oase von Nutzpflanzen in einer Breite von ca. einem Kilometer. Auf diesen grünen und fruchtbaren Streifen konzentriert sich beinahe das gesamte Leben der dort lebenden Menschen. Seit dem ersten Anwerben von Gastarbeitern durch Deutschland in den 1960er Jahren schwindet zunehmend das Interesse, die teilweise fruchtbare Landschaft intensiv zu bewirtschaften.

## Geschichte
Schätzungen zur Folge dürfte das Dorf vor etwa 250 Jahren entstanden sein, schriftliche Aufzeichnungen liegen nicht vor, der Analphabetismus ist in der Gegend sehr hoch. Seit etwa den 1960er Jahren wandern insbesondere junge Menschen nach Europa und Amerika aus, weil die Lebensbedingungen hier sehr hart sind und die Menschen keine Perspektive haben, ein dauerhaft modernes Leben aufzubauen.